# Junkers R-Typen
Die Junkers R-Typen waren Projektentwürfe für überschwere Langstreckenbomber für die deutschen Fliegertruppen im Ersten Weltkrieg.
Die mehrmotorigen R-Flugzeuge dienten als Langstreckenbomber mit großer Reichweite und schwerer Bombenlast für den strategischen Bombenkrieg. Da aufgrund schwerer Verluste die deutschen Luftschiffangriffe reduziert und schließlich eingestellt wurden, sollten Riesenflugzeuge in noch größerer Dimension als bisher zum Einsatz kommen und diese Lücke füllen.

## Entwicklung
Die Firma Junkers in Dessau war bis 1918 primär mit der Herstellung von Ganzmetallflugzeugen befasst, begann 1918 jedoch auch mit Projektstudien zum Bau von Riesenflugzeugen.

## Einsatz
Die Flugzeuge waren bei Kriegsende noch nicht im Bau; es kam zu keinem Einsatz mehr.

## Technische Daten
| Kenngröße                    | R.I        | R.II       |
| ---------------------------- | ---------- | ---------- |
| Baujahr                      | 1918       | 1918       |
| Einsatzzweck                 | Bomber     | Bomber     |
| Besatzung                    | 4–6        | 4–6        |
| 22,30 m                      | 21,80 m    |            |
| Spannweite                   | 35,00 m    | 38,50 m    |
| Höhe                         |            |            |
| wassergekühlte Reihenmotoren | 4 × 260 PS | 4 × 260 PS |